# Vishnu

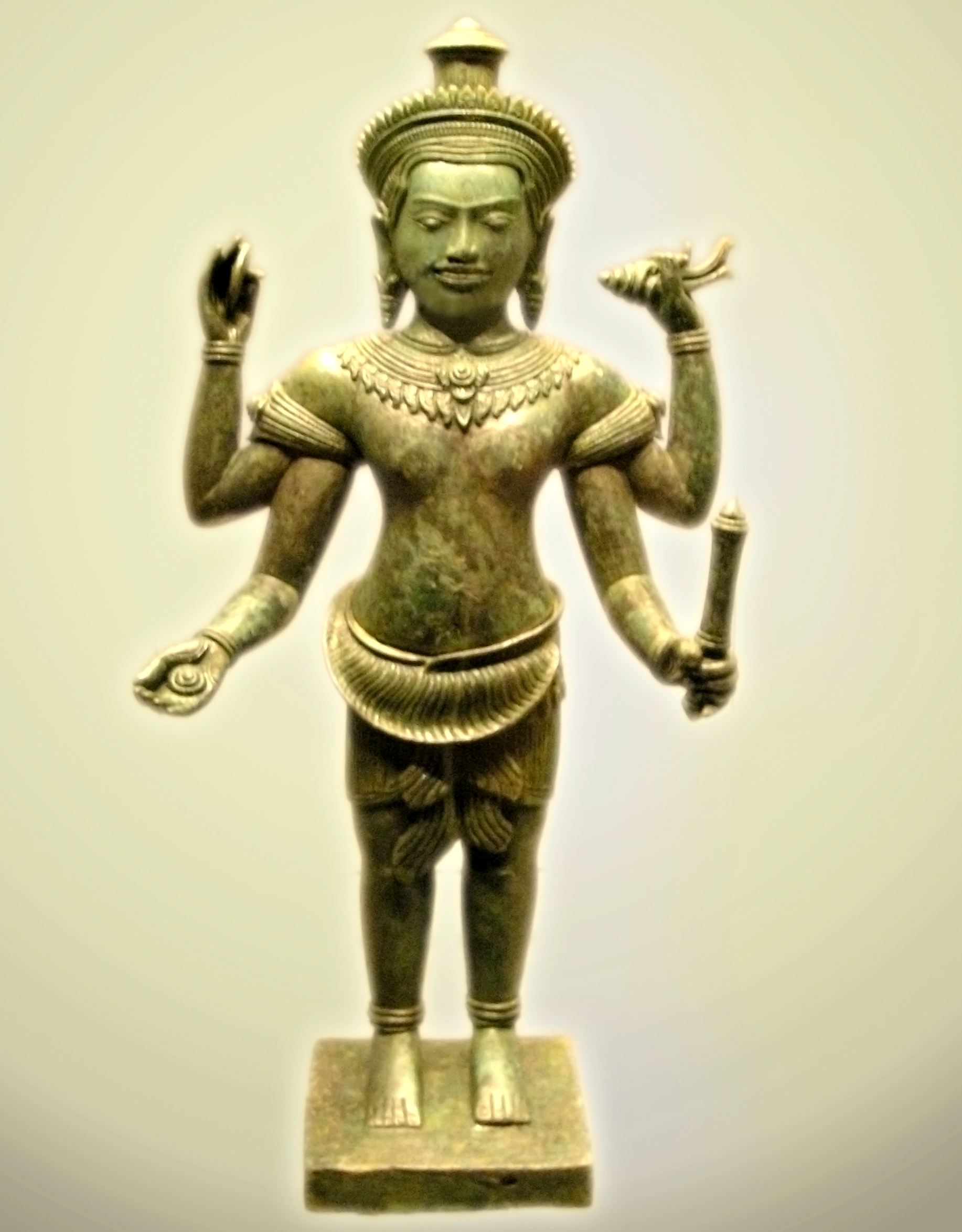
Estatua camboyana de Vishnú del siglo XIII.

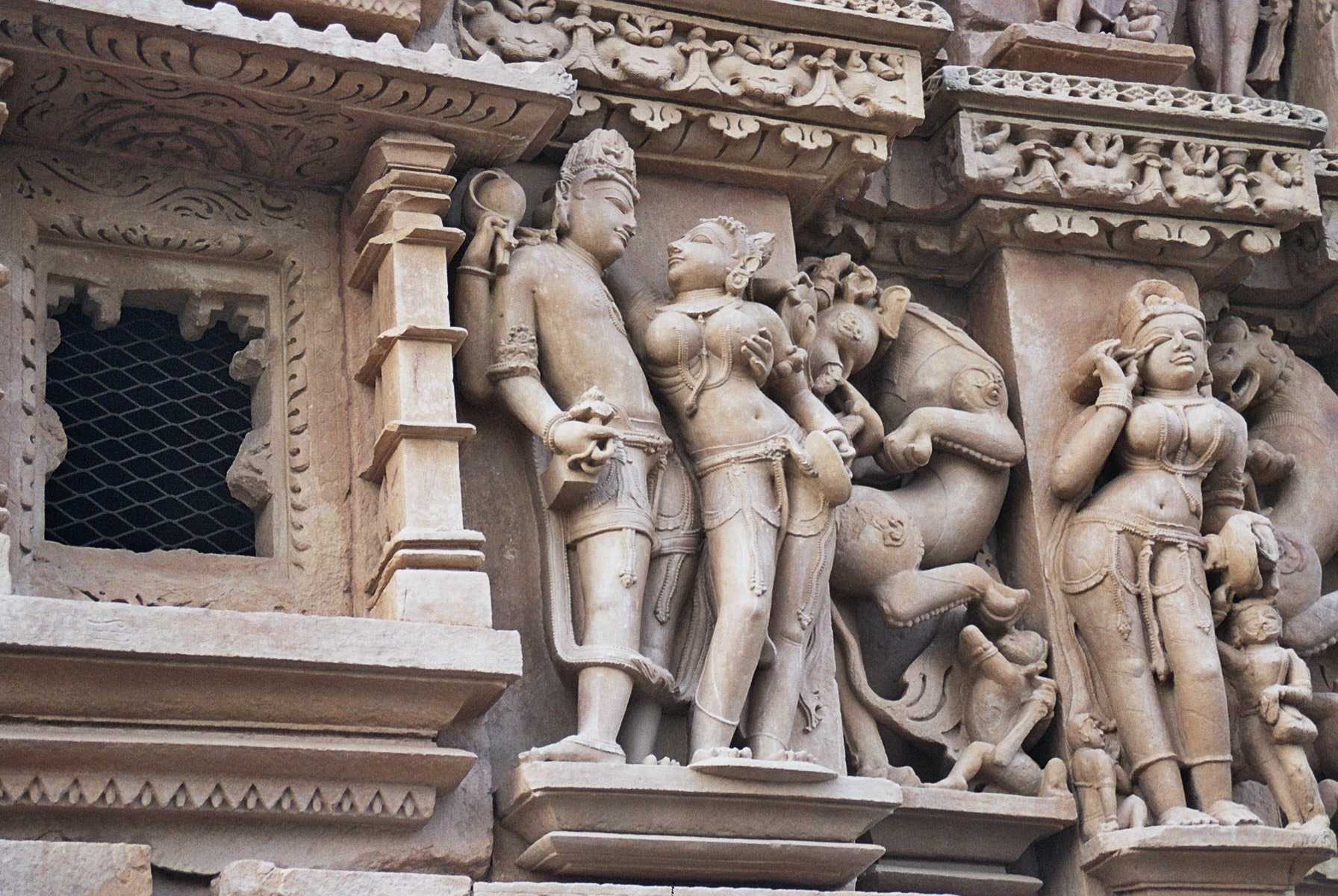
El dios Vishnú con la diosa Laksmi, en el templo de Kashurajo.

Visnú (también llamado Vishnu, en sánscrito e hindi: विष्णु Viṣṇu) es un dios venerado en el hinduismo. Junto con Brahma y Shiva, Vishnu forma la trimurti; sin embargo, textos hindúes antiguos también mencionan otras trinidades de dioses. En el vaisnavismo, Visnú es idéntico al concepto metafísico abstracto denominado Saguna Brahman (el Brahman con cualidades); siendo  considerado el Svayam bhagavan (el supremo), quien tiene varios avatares para actuar como "el conservador, protector" cuando el mundo se halle amenazado por el mal, el caos y fuerzas destructivas. De sus avatares (encarnaciones) se pueden destacar Krishna, en el Mahabharata, y Rama en el Ramayana. También se le conoce como Narayana, Jagannath, Vasudeva, Vithoba y Hari. 
En la iconografía hindú, Visnú se suele representar con la piel color azul (oscuro o pálido) y con cuatro brazos. Sostiene en ellos una flor de loto en su mano izquierda inferior, una maza (arma) en su mano derecha inferior, una concha en la mano izquierda superior y un disco en la mano derecha superior.

## Introducción
La primera aparición de Visnú se encuentra en el Rig-veda (el texto más antiguo de la India, de mediados del II milenio a. C., transmitido oralmente ya que en la India no se había desarrollado aún la escritura). Allí se lo presenta como un dios menor, secundario a otros dioses rigvédicos. Sin embargo, en escrituras religiosas posteriores, Visnú es una de las principales y más poderosas deidades de la religión, ya que Visnú realiza acciones sorprendentes debido a su omnipotencia, por ejemplo:
- Visnú se acuesta en el fondo del universo, se expande y toda la actividad de los seres vivos dentro del cosmos, para él es una simple siesta.
- También tiene otro tipo de sueño llamado "Sueño yógico" dentro del Vaikhunta, un lugar de piedras preciosas donde Visnú habita actualmente con su familia, al comenzar este sueño, se acuesta y al dormir, en su respiración exhala millones de universos como partículas materiales.
- Uno de sus objetos que posee denominado Sudarshana Chakra le otorga capacidad de degollar demonios y seres realmente colosales sin ningún problema aparentemente.

Varios siglos después, en el Atharva-veda (de fines del II milenio a. C.) se describen sus dos esposas: Aditi y Sinivali, y un hijo: Kamadeva.

## Familia
Con el paso de los siglos, su parentesco fue variando. En el Majabhárata (siglo III a. C.), su hijo Kamadeva será el hijo del dios Dharma y en el Bhagavat-purana (siglo X d. C.) será el hijo del dios Shiva.
En el Majabhárata y los Puranas ya las esposas de Vishnu son Laksmi y Sri

## La trimurti
En los Puranas, Vishnú se convirtió en uno de los dioses más importantes, y pasó a formar parte de la trimurti (‘tres formas’) en la cosmología hindú; siendo estos:
- Brahma (el Creador, en la modalidad de la pasión),
- Vishnú (el Preservador, en la modalidad de la bondad)
- Shiva (el Destructor, en la modalidad de la ignorancia).

Según el Padma-purana, Vishnu es el dios principal de la trímurti; es decir, él es el creador, preservador y el destructor del universo: cuando Vishnu decidió crear el universo se dividió a sí mismo en tres partes. Para crear dio su parte derecha, dando lugar al dios Brahma. Para proteger dio su parte izquierda, originando a Vishnu (es decir, a sí mismo) y por último, para destruir dividió en dos partes su mitad, dando lugar a Shiva. En cambio en el Shivaísmo lo ven como una de las formas que emanó de Shiva. Similarmente, algunos hindúes, especialmente los smarta (seguidores de las regulaciones smriti), creen que Visnú es una de las muchas formas del atman o el absoluto Brahman.
Sin embargo Vishnu es más célebremente identificado con sus avatares, más especialmente con Rama y  principalmente con Krisna.

## Paraíso
Vishnu habita en el mencionado anteriormente Vaikhunta.
Desde ese lugar más allá del cielo, el río Ganges surge de sus divinos pies y cae en un lugar inaccesible de los Himalayas, sobre la cabeza del dios Shiva.

## Atributos teológicos
Vishnu posee seis glorias divinas:
- jñāna (‘conocimiento’).
- śakti (‘energía’, ‘potencia’)
- bala (‘fuerza’).
- vīrya (‘virilidad’).
- tejas (‘resplandor’).

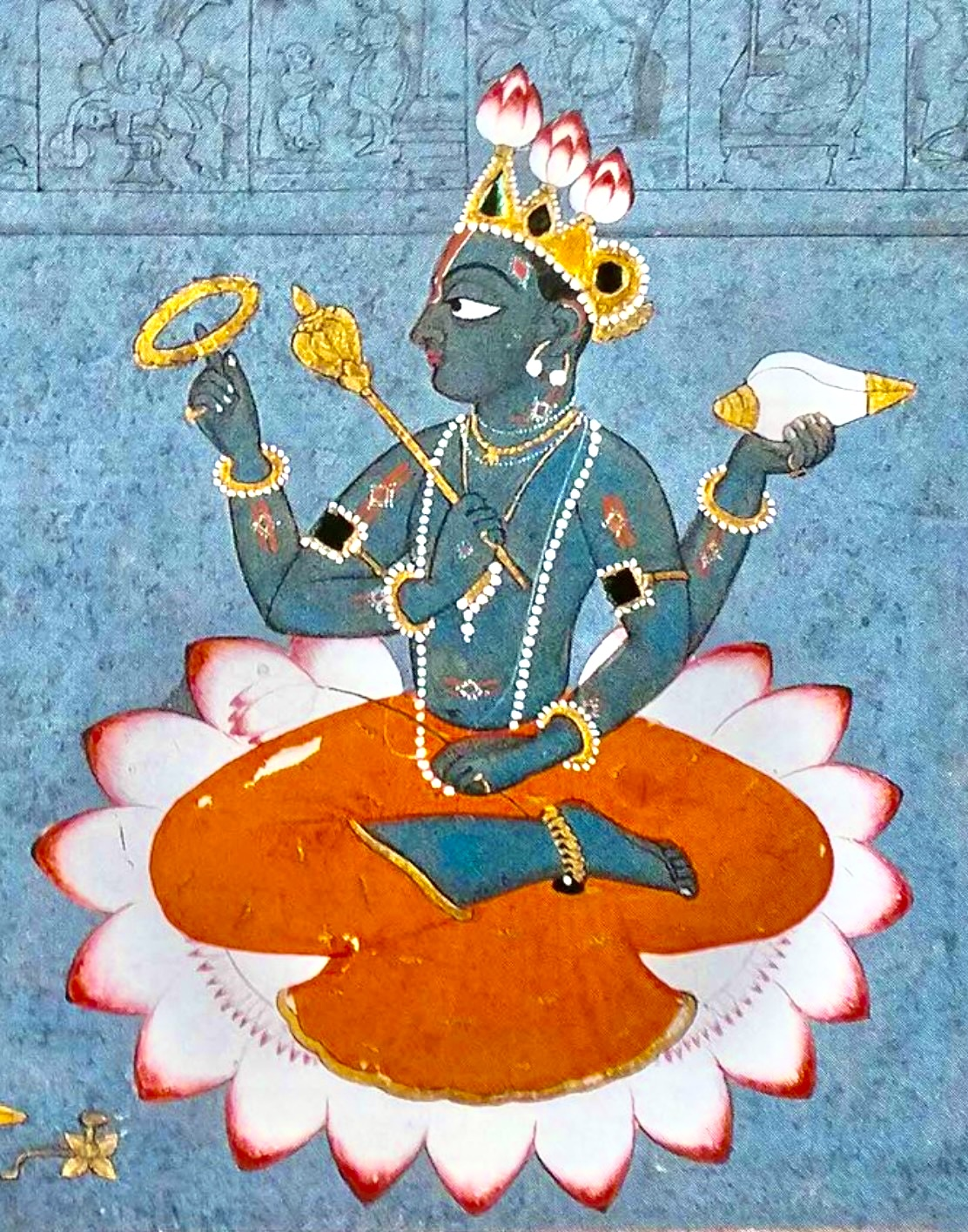
Representación de Vishnu.

- aiśvarya (‘poderes sobrenaturales’):
  - animan (‘hacerse minúsculo’).
  - laghiman (‘hacerse liviano’).
  - mahiman (‘hacerse inmenso’).
  - prāpti (‘lograr [cualquier cosa]’).
  - prākāmya (‘obtener los deseos’).
  - vaśitva (‘control [sobre los demás]’).
  - īśitva (‘calidad de Isvara’, superioridad, supremacía).
  - kāmā-avasāyitva (‘cualidad de suprimir los deseos’).
  - visión
  - audición
  - cogitación
  - discriminación
  - omnipotencia
  - velocidad de pensamiento
  - poder de transformismo
  - facultad de explayarse o explicarse

Su vajana (‘vehículo’) es Garuda, el dios de los pájaros.

## Descripción de Vishnu
Habitualmente se representa como un ser de forma humana, piel azul y cuatro brazos sosteniendo
- un padma (flor de loto, cuyo aroma da placer a los devotos visnuistas),
- un sudarshaná chakrá (anillo muy afilado similar al que usan los ninjas y los rajput, que Visnú utiliza para degollar a los demonios),
- un shankhá (caracola, cuyo sonido en la India representaba la victoria después de matar a algún enemigo) y
- una maza de oro (para aplastar el cráneo de los demonios).

Frecuentemente se le ve sentado, descansando sobre una flor de loto, con su consorte Laksmi sentada sobre una de sus rodillas.
En el pecho tiene un rizo de vello blanco (o una marca blanca) llamado srivatsa (la morada de Sri).

## Otras formas de Vishnu

### Maha-Vishnu
Mahāviṣṇu (el ‘gran Vishnu’) es su aspecto más grande, y el encargado de crear todos los universos. Se acuesta en un lugar del mundo espiritual Vaikuntha y su sueño es denominado yoga-nidra (‘sueño yógico’).
De su respiración emanan (como partículas) los millones de universos materiales. En el Devi Mahatmyam se dice que el aspecto espiritual de Maya (llamado Yogamaya) cubre los ojos de Vishnú para hacer que él duerma en yoganidra.[cita requerida]
Mientras duerme, sueña las actividades de todos los seres vivos.[cita requerida]
Según la filosofía Advaita, el Brahman impersonal (Dios o principio universal sin forma ni cualidades) es el origen de todas las formas de Dios; en cambio según los visnuistas, el Brahman es tan solo la refulgencia brahma-yioti (‘divino brillo’) que emana del cuerpo de las formas de Vishnu.

### Garbhodaka-shai Vishnu
Dentro de cada universo materia generado del cuerpo de Mahā Vishnu, él se expande y se acuesta en el fondo de cada universo (imaginado como un huevo en cuyo fondo hay un océano). Esa expansión se llama Garbhodaka-shai Vishnu.

### Kshirodaka-shai Vishnu
Los hinduistas creían que la Tierra era plana, y que no era un astro más. En ella había un océano de agua salada, que rodeaba la India, y luego varios océanos concéntricos inalcanzables por los seres humanos: de agua dulce, leche, mantequilla frita, miel, etc.).
Hay otra expansión de ‘Vishnu acostado en el océano de leche’.

### Paramatman
Esta forma de Vishnu se expande también para estar presente dentro de cada cuerpo que ocupa la gran cantidad de almas. Se le llama Parama-ātman (‘súper alma’).

### Shalágram shilá
Existe una forma de Vishnu como deidad, que es una piedra generalmente negra y esférica (en realidad un fósil de amanita), que se denomina shálagram shila.

### Ananta Shesha
La serpiente de mil cabezas Ananta Shesha es una expansión de Balaram (primera expansión de krishna) como sirviente.

## Laksmi, la consorte
La consorte de Vishnu es Laksmi-devi, la Diosa de la fortuna. Esta sakti (‘energía’) es la samvit (‘completo conocimiento’) del dios, mientras que los demás cinco atributos surgen de esta samvit. Śakti es la aham-mata (‘pensamiento del yo’) de Vishnu. Es personificada en el folclore hinduista y es llamada Sri o Laksmi. Ella se manifiesta en: kríia-sakti (‘actividad creativa’), y bhuti-sakti (‘creación’) de Dios.
Vishnu no puede ser parte de su propia energía o creatividad (ahamta: ‘cualidad del yo’). Por lo tanto él necesita que su consorte la diosa Laksmi esté siempre con él, sin ser tocada por nadie más. Por eso la diosa tiene que acompañar a Vishnu en todas sus encarnaciones.

## Culto
Vishnu es el principal dios del visnuismo.
En la actualidad los hinduistas creen que Vishnu se encarnó en la India como varios avatares. Es frecuentemente adorado en la forma de esos avatares.
No se sabe claramente cuándo o cómo comenzó el culto a Vishnu. En los Vedas (recopilaciones de las creencias de los arios), Vishnu es clasificado como un dios menor, estrechamente asociado con Indra. Solo más tarde en la mitología hinduista llegó a ser un miembro de la trimurti y finalmente la más importante de las deidades de esa religión.

## Nombres
Como todas las deidades hinduistas, Vishnu tiene muchos nombres, quizá más que cualquier otro, recogidos en los Vishnu Sahasranama (‘los mil nombres de Vishnu’), que aparecen en el Mahābhārata. Los nombres derivan generalmente de los supuestos an-anta kaliana gunas (‘in-finitos afortunados atributos’) del Señor. Los siguientes son algunos nombres con estatus especial:
- Achiuta: ‘infalible’ (a: partícula negativa; chiuta: ‘que puede caer’).
- Ananta: infinito (a: partícula negativa; anta: ‘final’).
  - También se llama así su expansión Ananta Shesha.
- Ananta-saiana: que se acuesta sobre la serpiente Ananta.
- Antariami: ‘de lo interno, el controlador’
- Bhagaván: ‘de las glorias, el poseedor’.
- Jarí (proveniente de la raíz sánscrita hrī que significa ‘quitar [el pecado o el sufrimiento]’).[4]
- Jrishīkesh: ‘amo de los sentidos’ (siendo jriśika: ‘sentidos’ e īśá: ‘señor, controlador’).
- Hrishīka Nātha: ‘amo de los sentidos’ (siendo jriśika: ‘sentidos’ e nātha: ‘señor’).
- Jagannātha: ‘señor del mundo’.
- Keshavá: ‘[que posee] cabello hermoso, abundante o largo’.
- Mādhava: ‘primaveral’
- Majápurusha: ‘gran disfrutador’ (siendo mahā: ‘grande’, y púruṣa: ‘varón’).
- Naraianá ‘de los hombres, el refugio’ (siendo nara: ‘hombre’, ayāṇa: ‘refugio’).
- Padmanābha: ‘loto-ombligo’. Así se llama a Garbhodakashai Vishnu, quien tiene una gigantesca flor de loto que nace de su ombligo. De esa flor nace el Señor Brahmá, creador del universo.
- Paramatma: ‘suprema-alma’
- Púrusha: ‘varón’ o ‘disfrutador’
- Shesha: ‘final’
- Vaikuntha Natha: el señor de Vaikunthá (el paraíso espiritual donde vive Vishnu y sus devotos).
- Vishnu: ‘el omnipenetrante’.

## Avatares
Artículo principal: Avatares de Vishnu
- Parashurama (‘hacha-placer’): encarnación como brahmán que mató a miles de guerreros chatrías que se habían desviado del sendero de la religión.
- Rama (‘placer’): rey de Aiodhia y esposo de Sita. El rapto de esta (como el de Helena de Troya) generó la guerra que se relata en el Ramaiana.
- Vámana (‘enano’) o Trivikrama (‘el de los tres grandes pasos’): Vishnu en la forma de un enano.
- Krisna (‘el Negro’) apareció en la era duápara iuga, junto con su hermano Balarama. De acuerdo con el Bhāgavata-purana (siglo XI d. C.), Balaram advino junto con Krisna como encarnación de la serpiente divina Ananta Sesha.
- Varaha: gigantesco cerdo que descubrió a la Tierra olfateando el fondo fangoso del universo, y que la reubicó en su lugar fijo en el centro del universo.

### Nombres de Krisna
Al ser Krisna la encarnación más importante de Vishnu, a veces se usan indistintamente sus nombres. En el krisnaísmo (llamado visnuismo de Bengala) se considera que Krisna es el ser supremo y no Vishnu. Las mismas ven a Vishnu como un avatar de Krisna y no a la viceversa, como es tradicional.

## Nombre y etimología
- viṣṇu, en el sistema AITS (alfabeto internacional para la transliteración del sánscrito).
- विष्णु, en escritura devanagari del sánscrito.
- Pronunciación: 
  - [viʂɳu]) (pronunciación aproximada "víshnu") en idioma sánscrito[1]
  - víʂɳu en los idiomas actuales de la India (como el bengalí, el hindi, el marathi o el urdu).
- Etimología:
  - podría significar ‘omnipenetrante’ o ‘trabajador’ en alguna forma de sánscrito antiguo (en el Rigveda, texto de mediados del II milenio a. C.).[1]
  - también podría significar ‘omnipresente’.[cita requerida]

## En las artes
El estadounidense Alan Hovhaness (1911-2000) compuso su Symphony n°19 "Vishnu" (Op.217, 1966), obra orquestal en tres movimientos, en homenaje a la deidad.

## Galería de imágenes de Vishnu

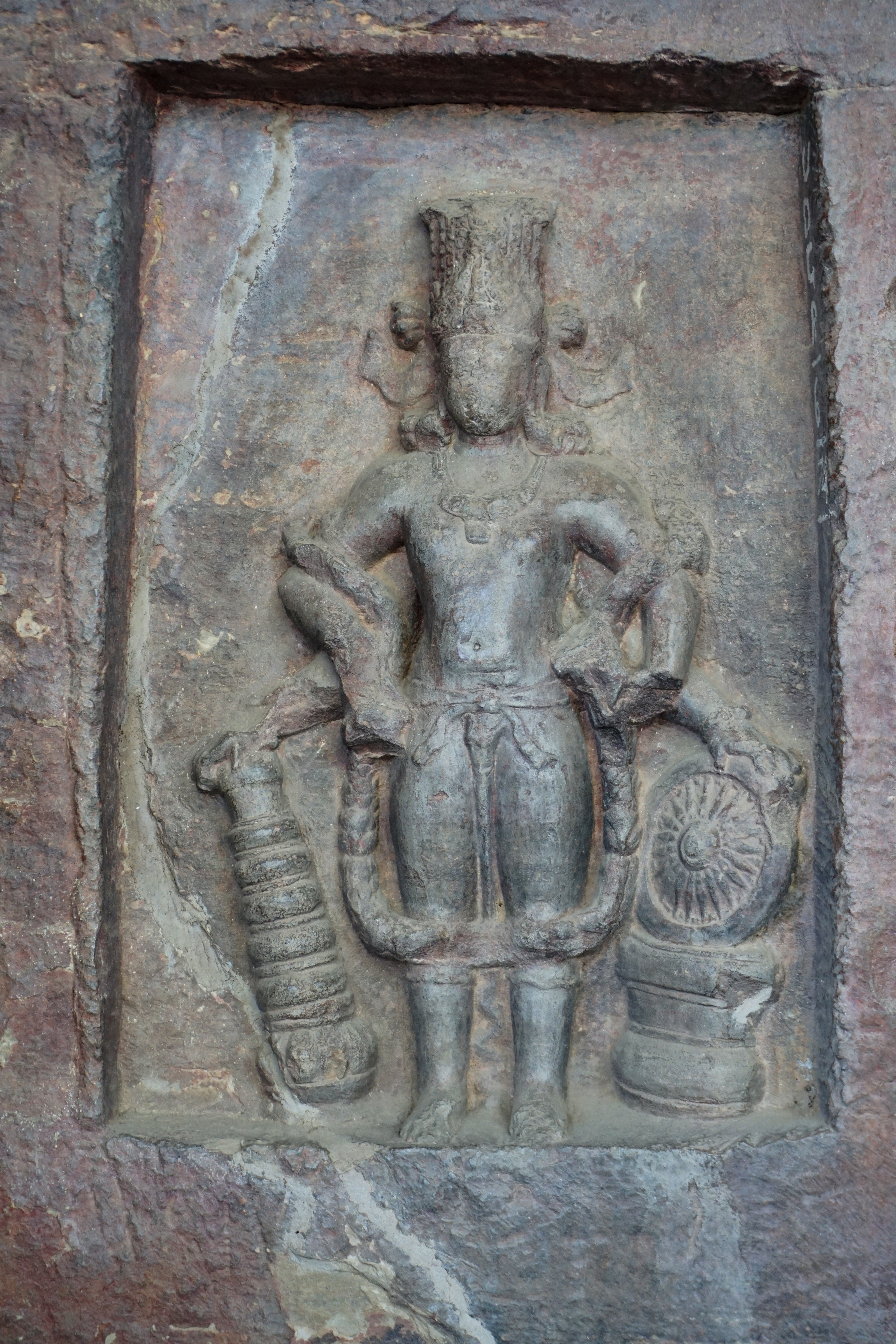
Una representación de Vishnu del siglo V en las Cuevas Udayagiri
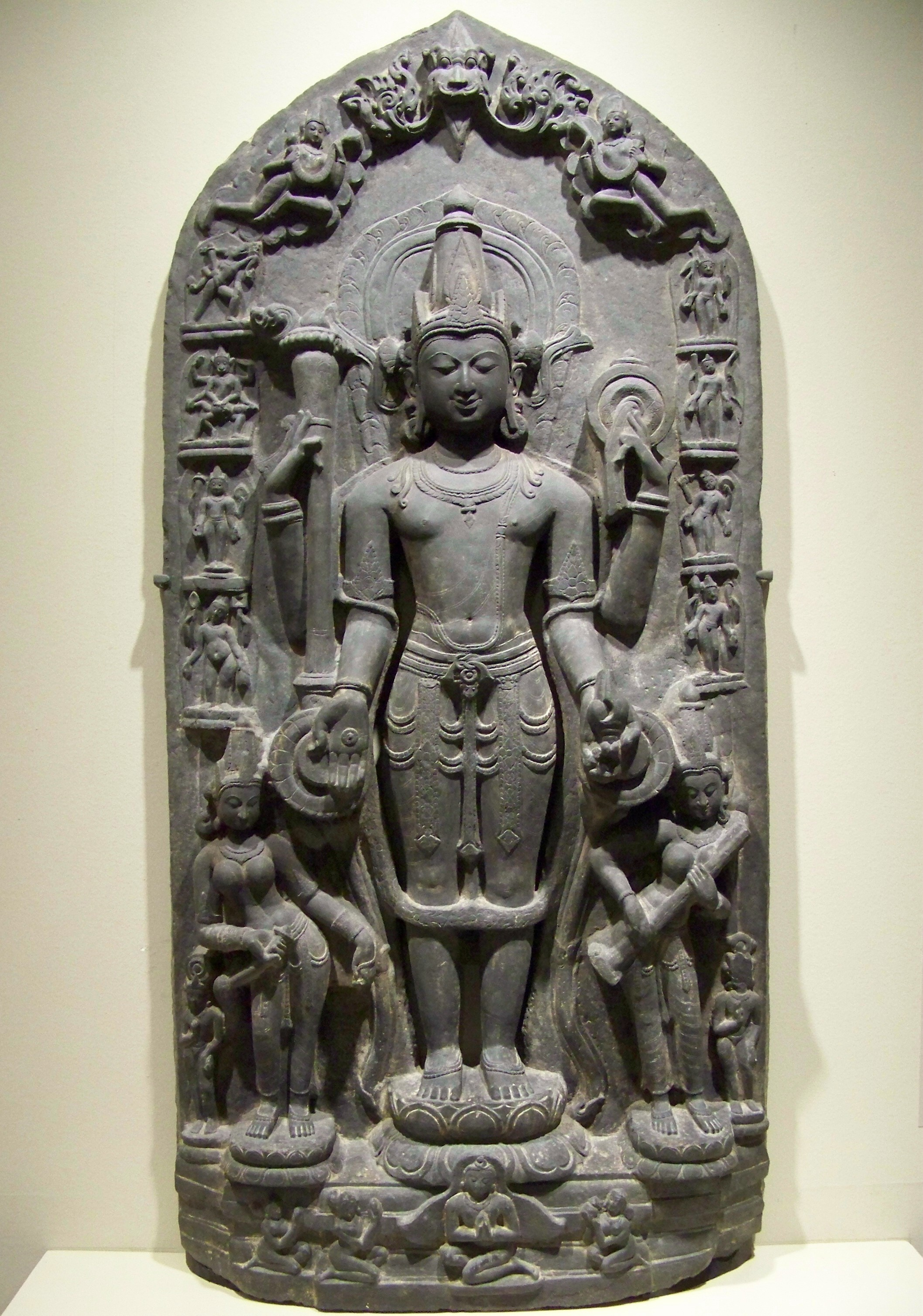
Escultura del siglo XI con Vishnu y ls diosas Lakshmi y Sarasvati.
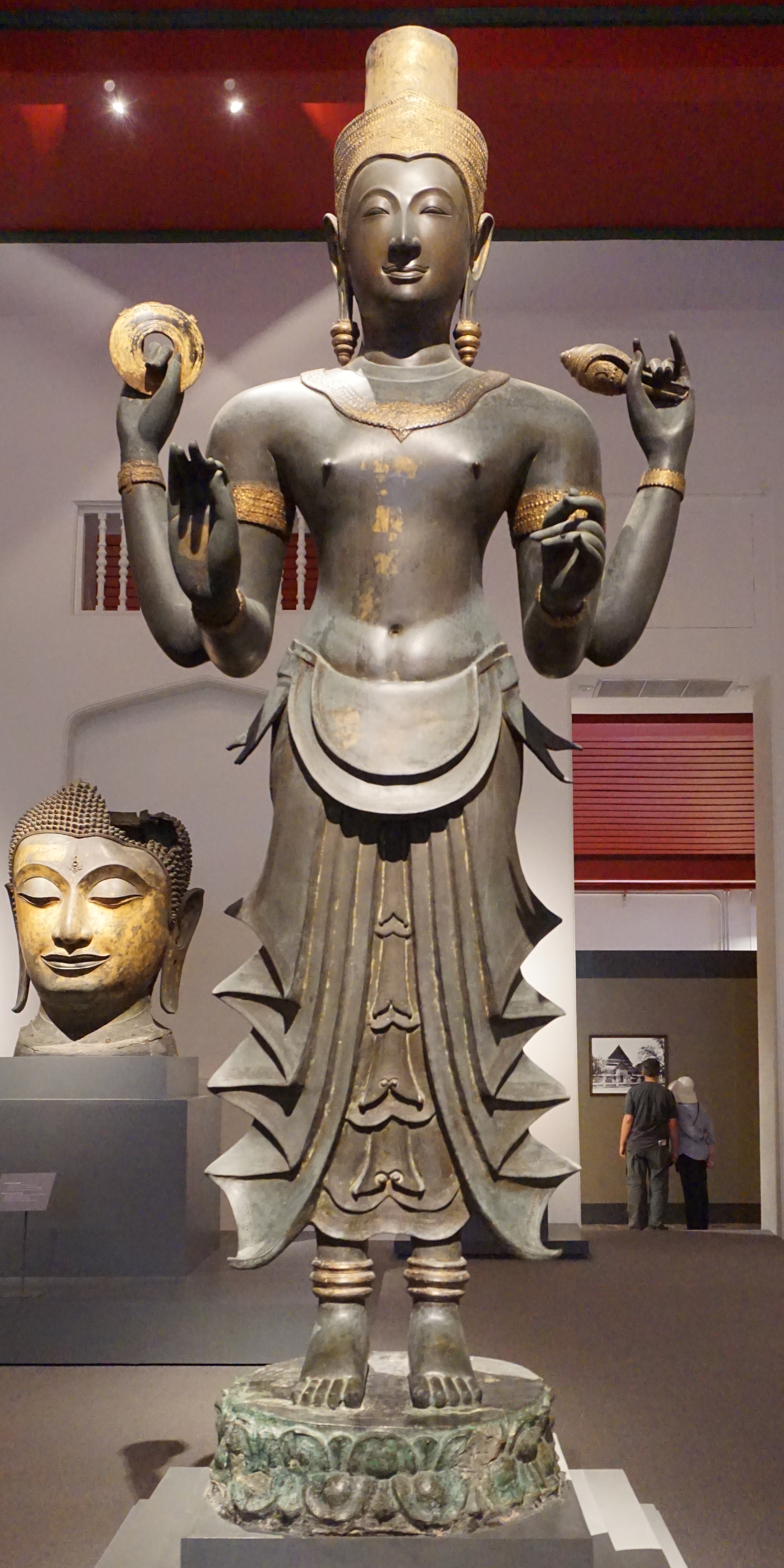
Una representación de Vishnu del siglo XIV, Tailandia.
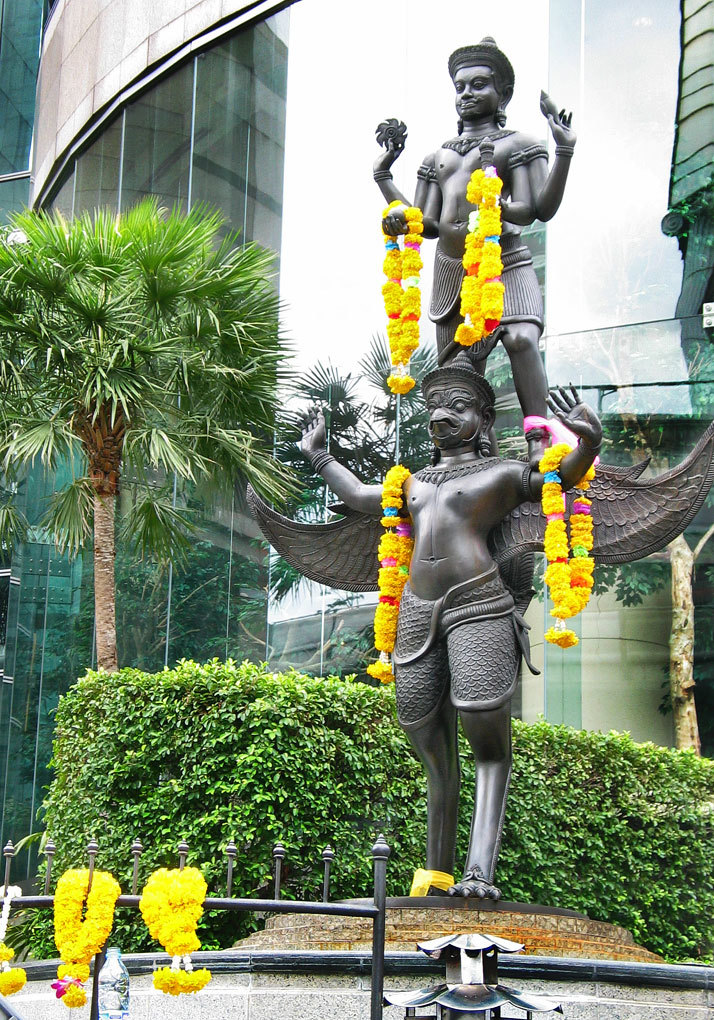
Una estatua en Bangkok con Vishnu sobre su vehículo (Vájana), un águila.